# Wallace O'Connor
Wallace O'Connor, (Madera (California), 25 de agosto de 1903 - Los Ángeles, 11 de octubre de 1950) fue un jugador estadounidense de Waterpolo.

## Biografía
Fue en encargado de llevar la bandera estadounidense durante las olimpiadas de Berlín de 1936.

## Clubes
- Stanford ( Estados Unidos)
- Illinois Athletic Club ( Estados Unidos)
- Los Angeles Athletic Club ( Estados Unidos)

## Títulos
Como jugador de la selección estadounidense de waterpolo
- Bronce en los juegos olímpicos de Los Ángeles 1932.
- Bronce en los juegos olímpicos de París 1924.

Como nadador
- Oro en 4x200 Libres en los juegos olímpicos de París 1924.